# Chaetomium sphaerale
Chaetomium sphaerale är en svampart som beskrevs av Chivers 1912. Chaetomium sphaerale ingår i släktet Chaetomium och familjen Chaetomiaceae.   Inga underarter finns listade i Catalogue of Life.